# Igbos a Jamaica
Els igbos foren portats a Jamaica pels europeus sobretot entre els segles xviii i xix per a fer-los treballar com a esclaus a les plantacions. Els igbos són una part important dels avantpassats dels afrojamaicans. Hi ha diversos censos que detallen el nombre important d'esclaus igbos que treballaven a les plantacions jamaicanes durant el segle xviii. La seva presència ha conformat una part important de la cultura de Jamaica i la seva influència és visible a la llengua, danses, música, folklore, gastronomia i religió. Moltes de les paraules del jamaicà patuès provenen de la llengua igbo. A Jamaica, aquesta llengua del sud-est de Nigèria es diu Eboe o Ibo.

## Història
Els igbos són els membres d'un poble originari de la zona del Golf de Biafra, a la costa d'Àfrica Occidental, a l'actual Nigèria i són un dels grups humans que van tenir més membres que foren exportats a Jamaica com esclaus. Els ports principals des dels quals s'exportaven foren Ubani i Calabar, dues ciutat portuàries del sud-est d'aquest país africà. Aquests ports estaven dominats per vaixells esclavistes que arribaven de Bristol i Liverpool que portaven els esclaus fins a les colònies britàniques, entre les quals hi havia Jamaica. La majoria dels igbos foren exportats a Jamaica relativament tard, després de 1750. Durant el segle xviii el comerç d'esclaus atlàntic va veure com va créixer de manera exponencial el nombre d'esclaus d'origen igbo, que foren portats a Amèrica, sobretot entre el 1790 i el 1807. Jamaica fou el segon punt de desembarcament dels esclaus d'origen igbo després de Virgínia, als Estats Units. Els esclaus igbos foren el grup més nombrós dels esclaus afrojamaicans del país.
Els igbos foren portats sobretot a les plantacions de la banda occidental de l'illa, sobretot a les zones del voltant de Montego Bay i de Savanna-la-Mar. Així, en l'actualitat podem veure que la influència igbo es concentra sobretot en les parròquies occidentals de l'illa. Aquesta regió també fou testimoni de nombroses revoltes d'esclaus que foren atribuïdes a gent d'origen igbo. Per exemple, el propietari esclavista Matthew Lewis, que va estar a Jamaica entre 1815 i 1817 va estudiar com s'organitzaven els esclaus segons la seva etnicitat i va explicar, per exemple, que quan ell "va baixar a les cases dels negres per a escoltar els eboes va presentar una denúnica contra un dels book-keepers ". Olaudah Equiano, un membre preeminent del moviment per l'abolició del comerç d'esclaus fou un igbo que havia estat esclau que va explicar la seva història i experiències a Amèrica tant com home lliure com com a esclau i que va editar en la seva obra The Interesting Narrative of the Life of Olaudah Equiano (1789). Equiano fou "contractat" pel Dr. Charles Irving que reclutava esclaus per les seves plantacions a Jamaica i pel qual Equiano va contractar esclaus igbos que ell va anomenar "els meus compatriotes". Equiano fou útil per Irving degut al seu coneixement de la llengua igbo, ja que així va poder col·laborar en mantenir l'ordre social dels esclaus igbos que tenia a Jamaica.
Els igbos van oferir resistència més que revoltes durant l'època en què estaven sota l'esclavitud i mantenien "regles no escrites" que els propietaris de les plantacions es van veure forçats a acatar. La cultura igbo va influenciar l'espiritualitat jamaicana amb la introducció de les creences màgiques de l'obeah: històries d'esclaus "eboe" que havien estat obeahed per altres que havien estat documentades per propietaris de les plantacions. De totes maneres, la paraula "obeah" també és utilitzada pels esclaus àkans que havien arribat abans que els igbos a Jamaica. El festival Jonkonnu és una altra reminiscència de la influència igbo i les paraules que existeixen al jamaicà patuès originàries de la llengua igbo. A la música dels cimarrons jamaicans hi ha cançons derivades de grups ètnics específics i en destaquen les canóns "ibo" que tenen un estil propi.
Els esclaus igbos consideraven el suïcidi com una forma de rebel·lió, ja que creien que era una manera per a retornar a la seva terra. En un número del Massachusetts Magazine de 1791 s'hi va publicar un poema antiesclavista titulat Monimba que tractava sobre una dona igbo prenyada que es va suïcidar en un vaixell esclavista destinat a Jamaica. El poema és un exemple de l'estereotip dels esclaus igbos d'Amèrica. Els esclaus igbos també es distingien físicament per la prevalença dels tons groguencs de la pell que van provocar que a nivell col·loquial de "eboes vermells" que era utilitzat per a descriure les persones amb tons de la pell clars i amb característiques africanes. Els igbos tenien mala reputació perquè molts havien estat cimarrons, encara que moltes les dones igbos es van emparentar amb homes coromantees (àkans) perquè els igbos tenien el costum que les dones passaven a formar part del grup humà dels seus fills primogènits.
L'archival Monteith, que va néixer amb el nom d'Aneaso, fou un esclau igbo que fou portat a Jamaica després de ser enganyat per un traficant d'esclaus africans. Anaeso va escriure un diari sobre la seva vida des que va ser segrestat a Igboland fins que es va convertir al cristianisme.
Després de l'era de l'esclavitud, els igbos també van continuar arribant a Jamaica com a servents contractats entre el 1840 i el 1864 al mateix temps que servents kongos i nagos (iorubes). Des del segle xix la majoria dels afrojamaicans han estat assimilats en la societat jamaicana en general i les comunitats ètniques han perdut presència al país.

### Revoltes
Els esclaus igbos van conformar la majoria dels esclaus fugitius juntament amb els angoles i els bakongo. En els anuncis sobre els esclaus fugitus que es van fer a les cases de treball de Jamaica el 1803, de 1046, 284 foren descrits com "eboes", 185, "congoes", 259 "angoles", 101 "mandingoes", 70 "coromantees", 60 "chamba" de Sierra Leone, 57 "nagoes i pawpaws" i 30 "scattering, 187 eren "no identificats" i 488 eren negres i mulats nascuts a Amèrica.
Algunes de les rebel·lions d'esclaus en la que hi va haver igbos involcurats inclouen:
- La conspiració a la Parròquia de Santa Elisabeht de 1815 en la que hi van haver 250 esclaus igbos involucrats,[19] descrita com una de les revoltes que van contribuir a l'abolició de l'esclavitud.[20] Una carta del Governador de la Parròquia de Manchester a Bathurst datada del 13 d'abril de 1816[21] explica que els líders de la revolta manifestaven "que ells tenien tots els eboes a favor seu, insinuant que tots els negres del país estaven sota el seu control".[22] La revolta fou aixafada i es van executar molts esclaus.

- La revotla del Riu Negre de 1816, segons Lewis (1834: 227-228), només va tenir participants "eboe".[23] Aquest episodi fou explicat el 22 de març de 1816 per un plantador novel·lista anomenat Matthew Gregory "Monk" Lewis que posteriorment va ser compost en un himne revolucionari de calipso que era cantat per un grup d'esclaus igbos liderats pel "rei dels Eboes". La cançó deia:Oh me Good friend, Mr. Wilberforce, make we free!
God Almighty thank ye! God Almighty thank ye!
God Almighty, make we free!
Buckra in this country no make we free:
What Negro for to do? What Negro for to do?
Take force by force! Take force by force!
(Oh el meu bon amic, el senyor Wiberforce, nosaltres ens alliberem! Déu tot Poderós, moltes gràcies, Déu tot poderós, moltes gràcies; Déu totpoderós, fes que ens alliberem!; Buckra, en aquest país nosaltres sóm lliures: Que ha de fer el Negre? Que ha de fer el Negre?; Feu-ho per la força! Feu per la Força!)[24]

"Mr. Wilberforce" era una referència a William Wilberforce, un polític britànic que va liderar el moviment abolicionista del comerç d'esclaus. "Buckra" era un terme que havien introduït els esclaus igbos i efiks a Jamaica per a referir-se als blancs esclavistes.

## Cultura
Els tambors ibo o eboe són un dels elements culturals més destacats de Jamaica que són importants en la seva música. La gastronomia jamaicana també té influències igbos, per exemple, la paraula igbo "mba" que significa "arrel de nyam" s'utilitza per a descriure un tipus de nyam que a Jamaica és anomenat "himba". Els esclaus igbos i àkans influenciaren la cultura de l'alcohol, ells l'utilitzaven en els rituals i les libacions. A Igboland i a la Costa de l'Or s'utilitzava el vi de palma i a Jamaica es va substituir pel ron degut a l'absència d'aquest producte. Jonkonnu és una desfilada que feien moltes nacions índies occidentals i que ha estat atribuïda a "Njoku Ji" (culte a l'esperit del nyam), Onkonko i Ekpe dels igbos. Aquesta festa s'assembla molt a les mascarades típiques dels kalabaris i els igbos.
Molts dels manierismes i gestos jamaicans tenen un origen africà, concretament igbo. Hi ha exemples evidents en les influències de la llengua igbo en el jamaicà patuès com la paraula "sucking-teeth", que prové de la forma igbo "ima-osu" o "imu oso" i "cutting eye", que prové de l'igbo "iro anya. També s'ha suggerit que foren els igbos qui van introduir la comunicació a través del moviment dels ulls.

### Llengua
El jamaicà patuès ha incorporat molt lèxic igbo. Moltes d'aquestes paraules foren afegides al patuès quan es va restringir als esclaus que parlessin les seves pròpies llengües. Moltes d'aquestes paraules igbos encara existeixen a la llengua vernàcula de Jamaica, que té paraules com "unu" (vosaltres), "di" (ser) i "okra" (un vegetal), entre d'altres.

### Proverbis
Ilu, en igbo, significa, proverbis. Aquests són una part molt important de la llengua igbo i han perviscut a Jamaica fins a l'actualitat.

## Religió
L'obeah és un sistema de creences basat en la màgia i la bruixeria que té la font a l'Àfrica Occidental. Segons la base de dades de l'Institut W. E. B. Du Bois l'obeah pot ser traçat des de les tradicions "dibia" o "obia" (en igbo: doctor) igbos.
 Alguns especialistes de l'Obia (o Obea) són coneguts com a Ndi Obia (en igbo: gent ogia) i practicaven les mateixes activitats que els homes i dones obeah del carib com predir el futur i fabricar encanteris.

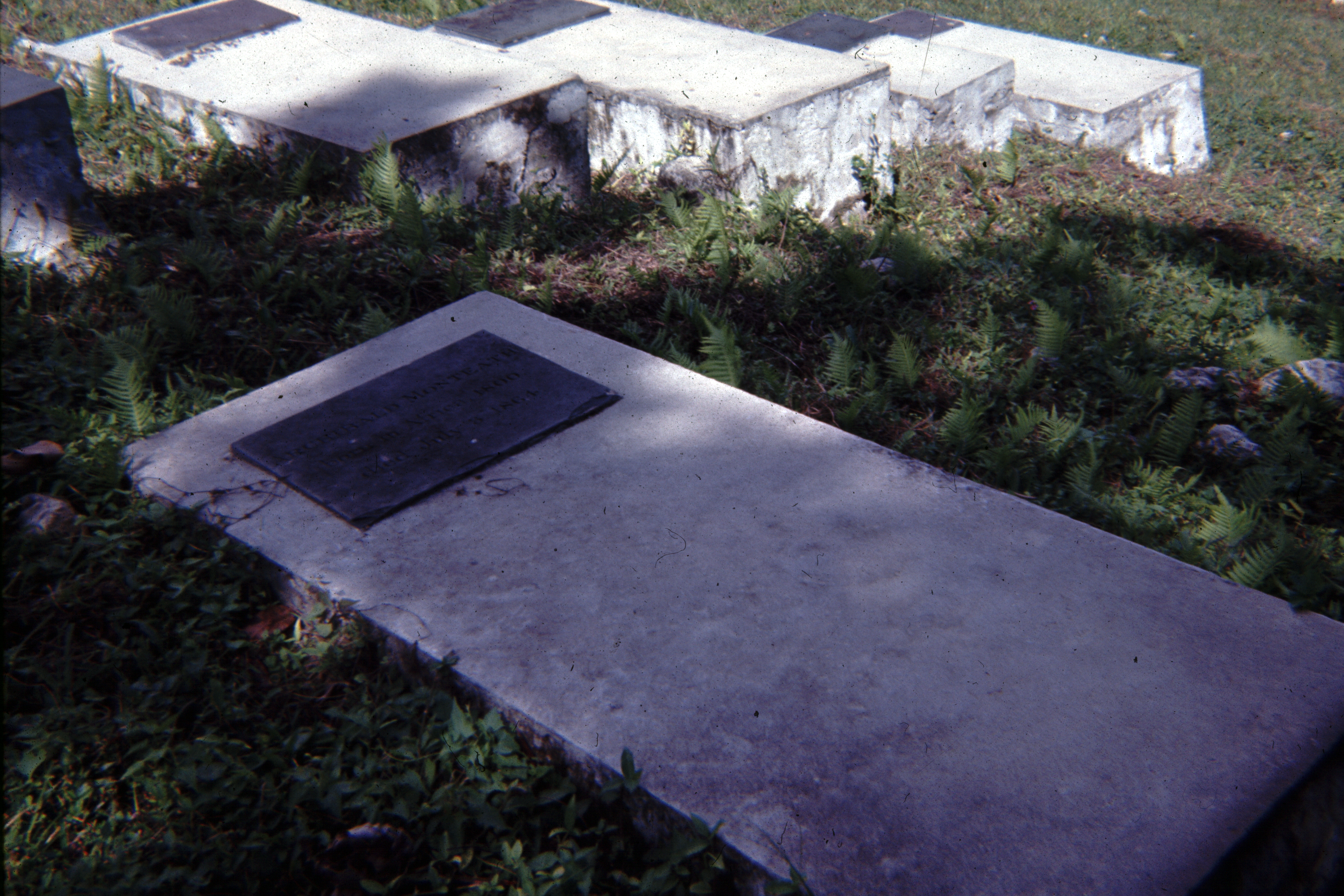
Tomba d'Archibald Monteith a Jamaica, un esclau igbo.

 A la mitologia jamaicana, el "Riu Mumma" està relacinonat amb l'oya dels iorubes i l'uhamiri/Idemili dels igbos.
Entre les creences igbos hi havia la idea que els africans podien volar de retorn a Àfrica. Això va ser reportat per europeus que van viure o visitar Jamaica, que els havien explicat que els esclaus igbos creien que podrien retornar a la seva terra després de la mort.

## Jamaicans notables amb avantpassats igbos
- Archibald Monteith, un antic esclau que havia estat anomenat "Aneaso" que va néixer a Àfrica i que fou portat a Jamaica i que posteriorment va escriure la seva autobiografia.[17]
- Un dels avantpassats europeus de Malcolm Gladwell va tenir un fill d'un esclau igbo que va iniciar la família de mulats Ford pel seu llinatge matern.[41]